# Campephilus
Campephilus és un gènere d'ocells de la família dels pícids (Picidae ).

## Llista d'espècies
Aquest gènere està format per 12 espècies:
- picot negre de Guayaquil (Campephilus gayaquilensis).
- picot negre becclar (Campephilus guatemalensis).
- picot negre ventrevermell (Campephilus haematogaster).
- picot negre imperial (Campephilus imperialis).
- picot negre de dors cremós (Campephilus leucopogon).
- picot negre de Magallanes (Campephilus magellanicus).
- picot negre de cresta escarlata (Campephilus melanoleucos).
- picot negre emplomallat (Campephilus pollens).
- picot negre bec d'ivori (Campephilus principalis).
- picot negre robust (Campephilus robustus).
- picot negre collroig (Campephilus rubricollis).
- picot negre esplèndid (Campephilus splendens).